# Tříslo
Tříslo čili slabina je dutý prostor mezi podbřiškem a horní částí stehna.

## Onemocnění
Bolest v tříselné krajině je obvykle důsledkem postižení přitahovacích svalů či přímého stehenního svalu, podobně však může působit i osteoartróza kyčlí, páteře, zánět stydké kosti či kýla. Někdy dochází k otoku v tříselné oblasti, který může být rovněž způsoben zejména kýlou, ale i zvětšením mízních uzlin v třísle.